# راسته (زیست‌شناسی)
راسته (به لاتین: ordo) یک طبقه آرایه‌شناختی است که بالاتر از خانواده (در جانوران) یا تیره (در گیاهان) و پایین‌تر از رده جای دارد. یک طبقه بالاتر مجاور آن بالاراسته و یک طبقه پایین‌تر زیرراسته نام دارد.
همچنین به‌عنوان واحد آرایه‌شناختی، آرایه‌ای در آن طبقه است.
پسوند لاتین -i)formes) به معنی «سانان» برای نام علمی راسته‌های پرندگان و ماهیان به‌کار می‌رود ولی ممکن است این پسوند برای برخی پستانداران و بی‌مهرگان کمتر به کار رود.

## دسته‌بندی‌ها
| نام                    | معنای پیشوند                                           | پسوند   | مثال ۱                               | مثال ۲          |
| ---------------------- | ------------------------------------------------------ | ------- | ------------------------------------ | --------------- |
| Magnorder = کلان‌راسته  | magnus: کلان، بزرگ، عظیم، مهم، large, great, important | -ان     | شمال‌هوددان                           |                 |
| Superorder = بالاراسته | super: بالا                                            | -مانان  | غازماکیان‌مانان، هونیاسنجابک‌مانان     | پیراخزندگان     |
| Grandorder = بزرگ‌راسته | grand: بزرگ، large                                     | -       | هونیاکان                             |                 |
| Mirorder = میرراسته    | mirus: میر، شگفت، wonderful, strange                   | -       | نخستی‌ریختان                          | پیش‌انجامه‌ریختان |
| Order = راسته          |                                                        | -سانان  | کبوترسانان، نخستی‌سانان               |                 |
| Suborder = زیرراسته    | sub: زیر                                               | -سانیان | کاکایی‌سانیان، گاوماهی‌سانیان          |                 |
| Infraorder = فروراسته  | infra: فرو                                             | -وارگان | کلاغ‌وارگان، میمون‌وارگان، تشی‌آروارگان | Hallucicrania   |
| Parvorder = خردراسته   | parvus: خرد، کوچک، بی‌اهمیت                             | -واریان | راست‌بینی‌واریان                       |                 |